# Тест Грабса
У статистиці, тест Грабса (названий на честь Френка Е. Грабса, який опублікував тест у 1950 р.), також відомий як максимальний нормалізований тест залишків або екстремальний стюдентізований тест відхилень є тестом, який використовується для виявлення викидів у одномірному наборі даних, який передбачається надходити з нормально розподіленої сукупності.

## Визначення
Тест Грабса базується на припущенні нормальності . Тобто перед застосуванням тесту Грабса слід спочатку перевірити, чи дані можна розумно апроксимувати нормальним розподілом.
Тест Грабса виявляє по одному викиду за раз. Цей викид видаляється з набору даних, і тест повторюється, поки не буде виявлено викидів. Однак багаторазові ітерації змінюють ймовірність виявлення, і тест не слід використовувати для вибірок розмірами в шість значень чи менше, оскільки він часто позначає більшість точок як викиди.
Тест Грабса визначається для гіпотези :
H0 : У наборі даних немає викидів
Ha : У наборі даних є лише один викид
Статистичні дані тесту Грабса визначаються як:
{\displaystyle G={\frac {\displaystyle \max _{i=1,\ldots ,N}\left\vert Y_{i}-{\bar {Y}}\right\vert }{s}}}
де {\displaystyle {\overline {Y}}} та {\displaystyle s} що позначає середнє значення вибірки та стандартне відхилення відповідно. Статистика випробування Грабса — це найбільше абсолютне відхилення від середнього значення вибірки в одиницях стандартного відхилення вибірки.
Це двосторонній тест, для якого гіпотеза про відсутність викидів відкидається на рівні значущості α, якщо
{\displaystyle G>{\frac {N-1}{\sqrt {N}}}{\sqrt {\frac {t_{\alpha /(2N),N-2}^{2}}{N-2+t_{\alpha /(2N),N-2}^{2}}}}}
де t α/(2 N), N −2, позначає верхнє критичне значення t-розподілу з N - 2 ступенями свободи та рівнем значущості α/(2 N).

### Односторонній випадок
Тест Грабса можна також задати як односторонній тест, замінивши α/(2N) на α/N. Щоб перевірити, чи є мінімальне значення викидом, обчислюється значення статистики тесту :
{\displaystyle G={\frac {{\bar {Y}}-Y_{\min }}{s}}}
де Y min, що позначає мінімальне значення. Щоб перевірити, чи є максимальне значення викидом, обчислюється значення статистики тесту:
{\displaystyle G={\frac {Y_{\max }-{\bar {Y}}}{s}}}
де Y max позначає максимальне значення.

## Споріднені методи
Для виявлення викидів можна і варто використовувати деякі графічні методи. Простий графік послідовності виконання, діаграма розмаху або гістограма повинні показувати будь-які очевидно віддалені точки. Графік нормального розподілу ймовірностей також може допомогти у вирішенні цієї задачі.

## Додаткова література
- Grubbs, Frank (February 1969). Procedures for Detecting Outlying Observations in Samples. Technometrics. Technometrics, Vol. 11, No. 1. 11 (1): 1—21. doi:10.2307/1266761. JSTOR 1266761.
- Stefansky, W. (1972). Rejecting Outliers in Factorial Designs. Technometrics. Technometrics, Vol. 14, No. 2. 14 (2): 469—479. doi:10.2307/1267436. JSTOR 1267436.